# Westhouse
Westhouse è un comune francese di 1 638 abitanti situato nel dipartimento del Basso Reno nella regione del Grand Est.

## Società

### Evoluzione demografica
Abitanti censiti
Nel 2009 contava 1 427 abitanti.